# Таганський (район Москви)
Таганський район (рос. Таганский район) — район Центрального адміністративного округу Москви. Розташований на схід і південний схід від історичного центру міста — Заряддя і Китай-города, по лівому (північному) березі річки Москви. Району відповідає внутрішньоміське муніципальне утворення Таганське.
Територія району, заселялася із заходу на схід, починаючи з рубежу XIV—XV століть, включає засноване в XIII столітті Крутицьке подвір'я. У XVII столітті в районі склалася система слобод ремісників і хліборобів, а в другій половині XVIII виник центр старообрядництва — Рогозька слобода.
Назва району походить від Таганної ремісничої слободи за Яузою, що розташовувалася на місці сучасних Радищевських вулиць поблизу Таганської площі. Її жителі, ковалі, виготовляли тагани — триніжки для котлів, якими користувалися в походах стрільці.

## Пам'ятки

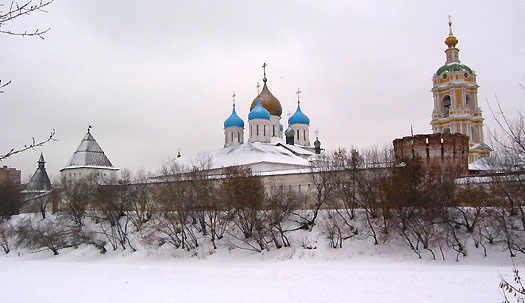
Новоспаський монастир
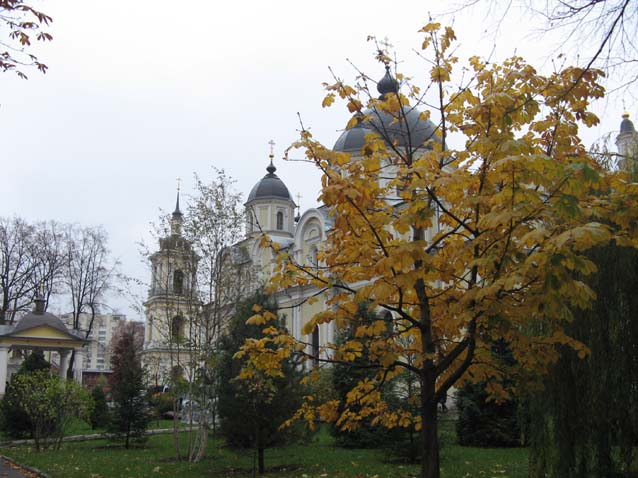
Покровський монастир
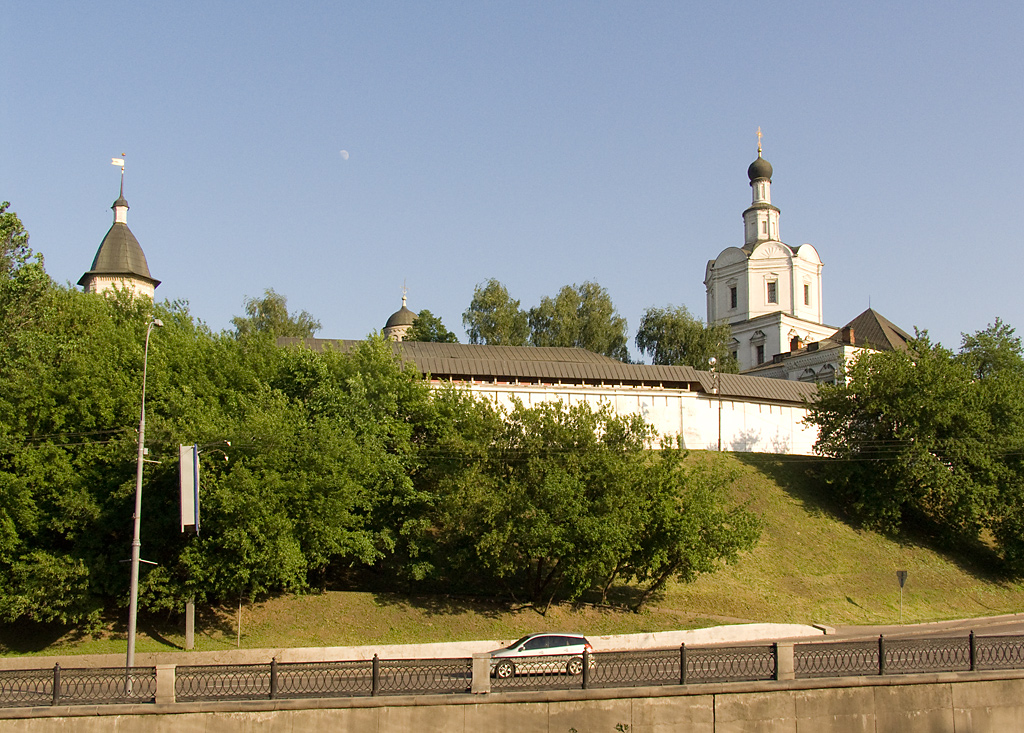
Андроніков монастир
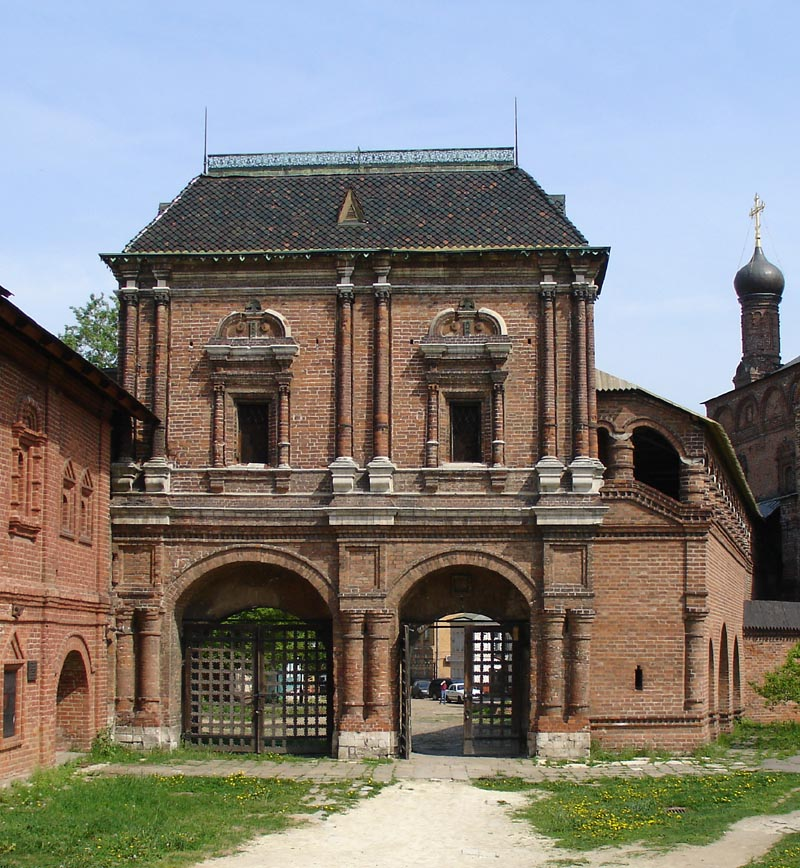
Крутицьке подвір'я
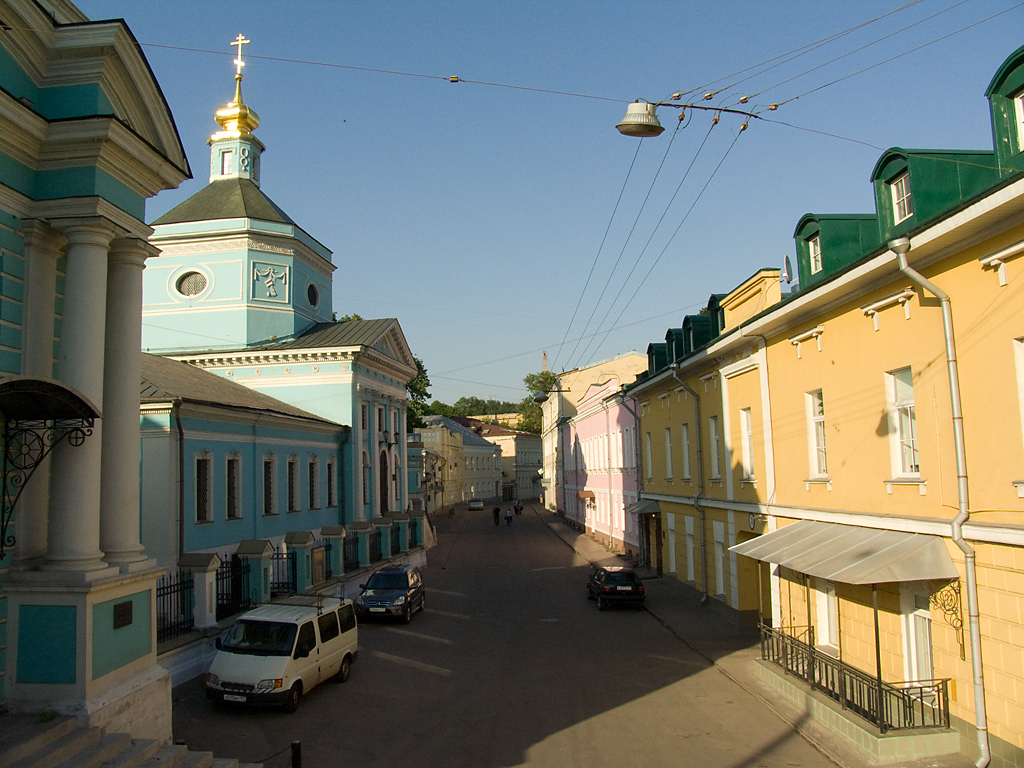
Забудова Солянки і Яузьких Воріт
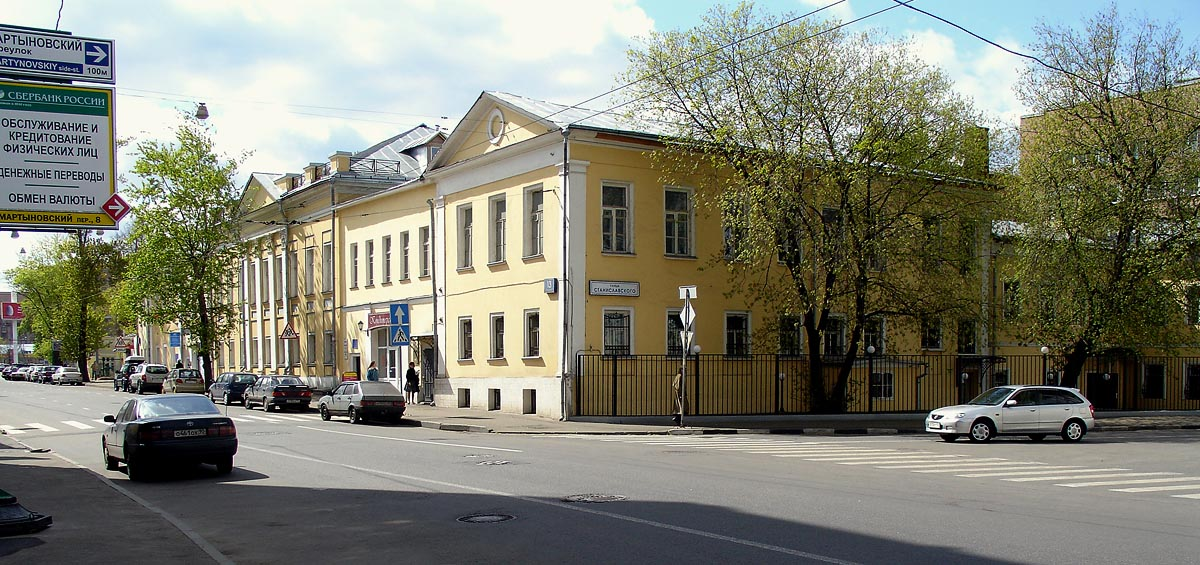
Забудова Олексіївських вулиць
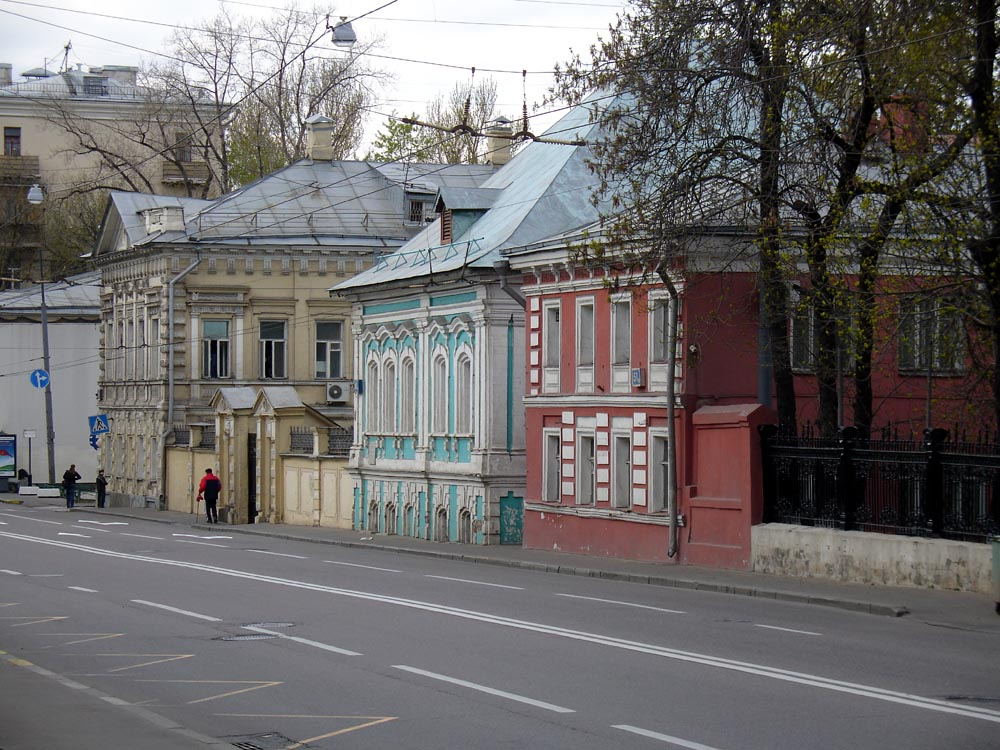
Забудова Ніколоямської вулиці
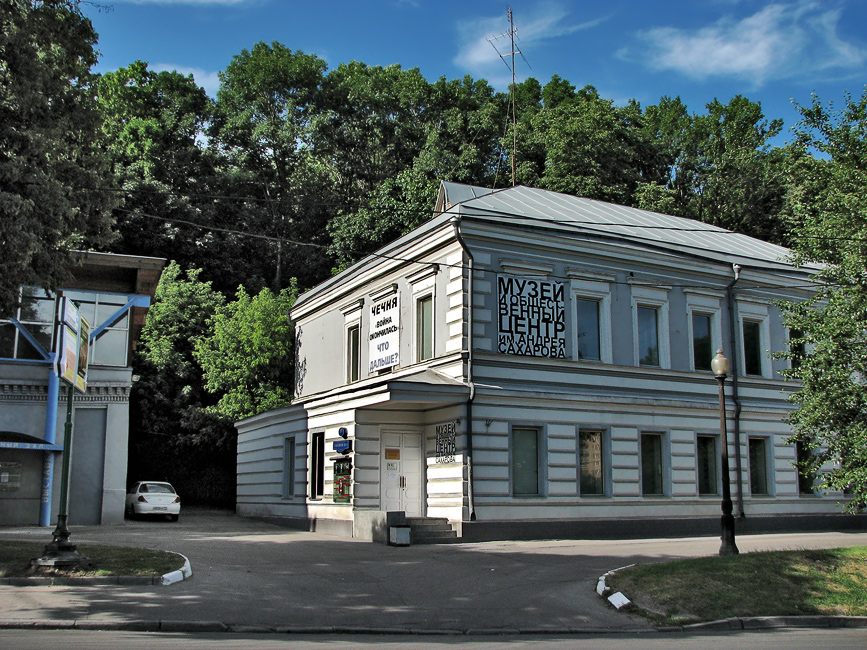
Сахаровський центр
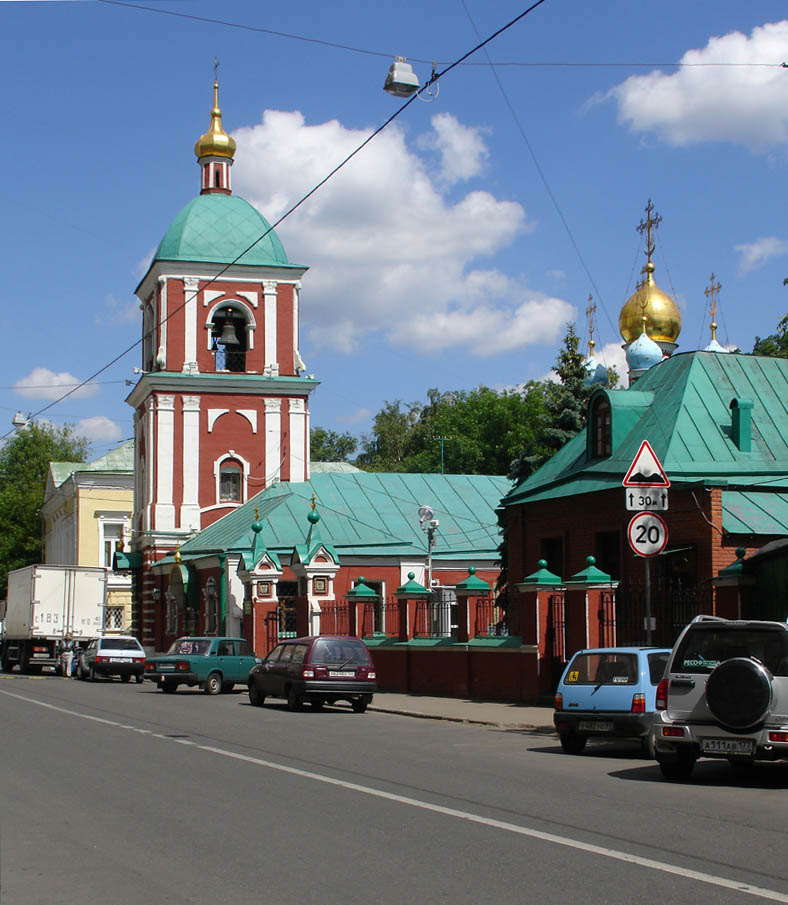
Забудова Гончарної і Радищевської вулиць
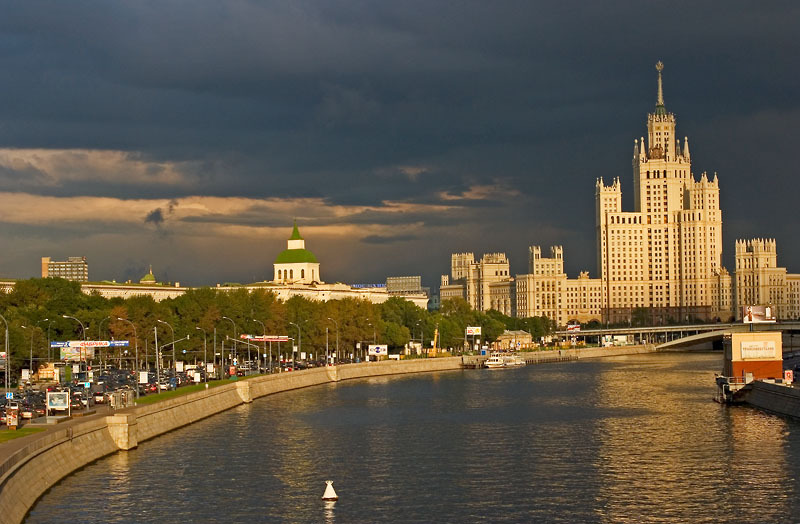
Виховний будинок і будинок на Котельницькій набережній
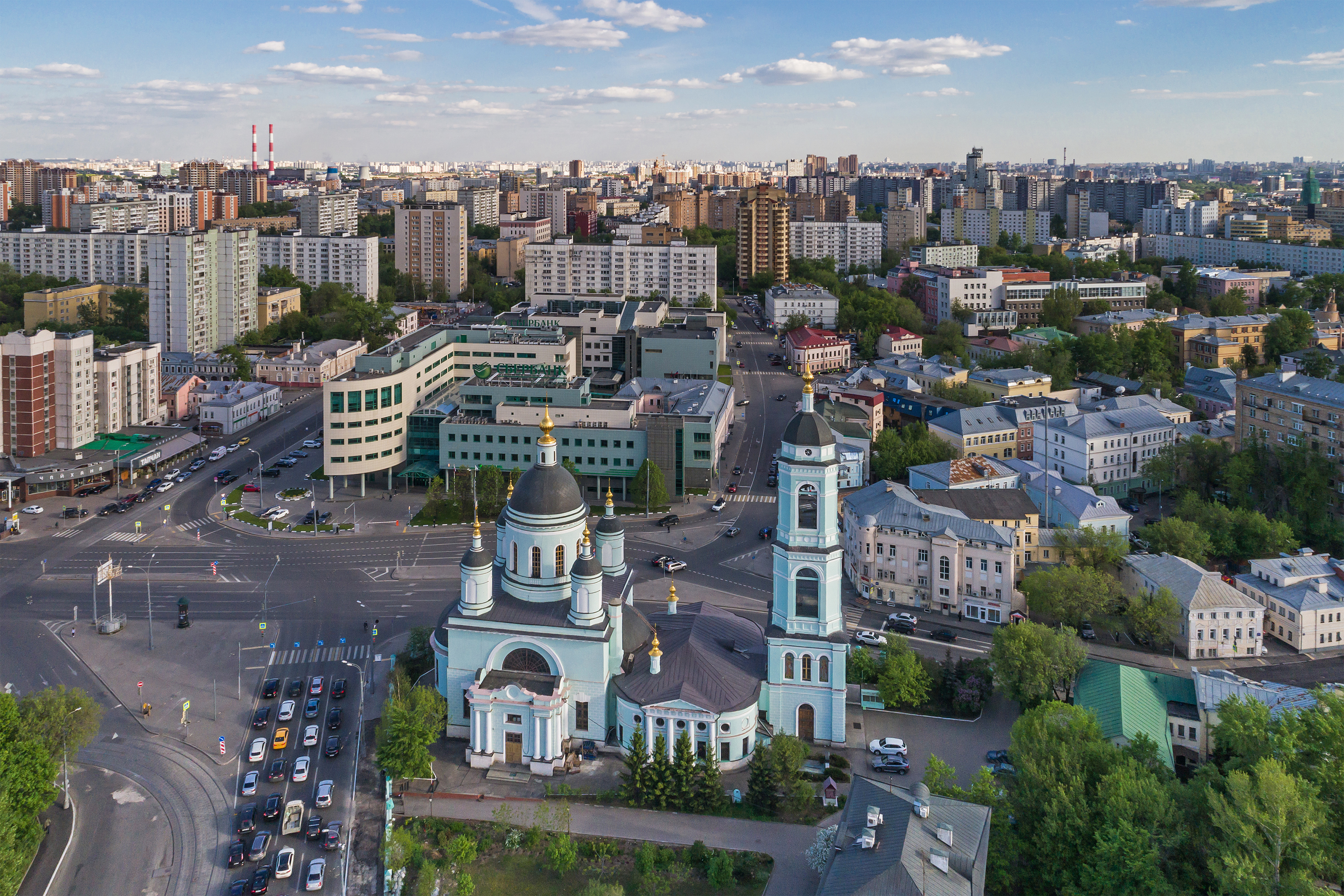
Храм Сергія Радонезького в Рогозькій слободі
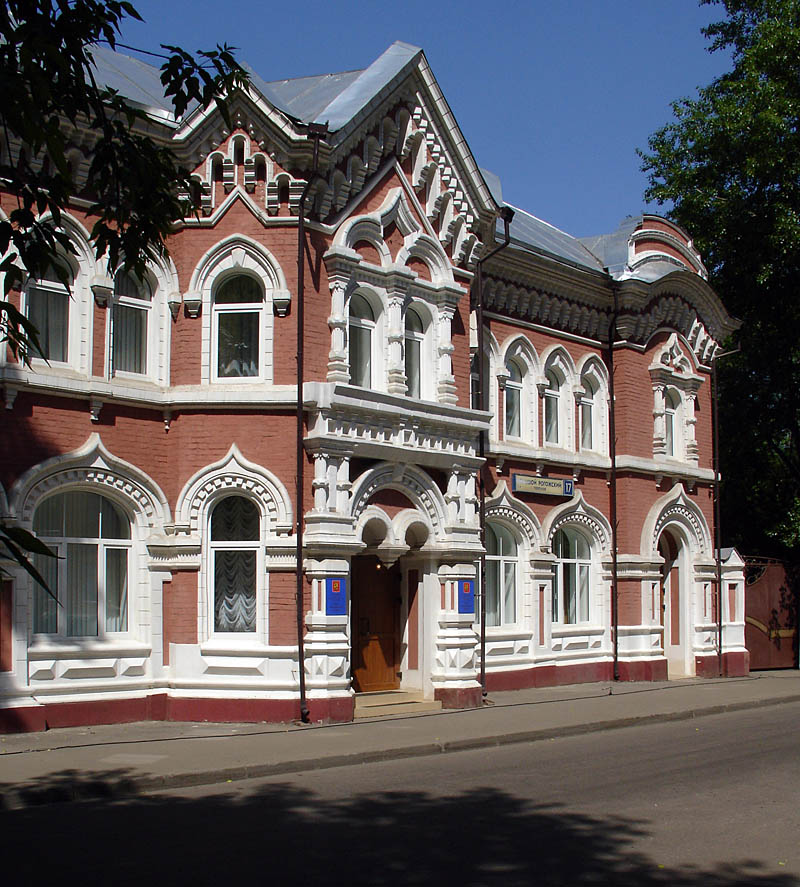
Залишки Рогозької слободи
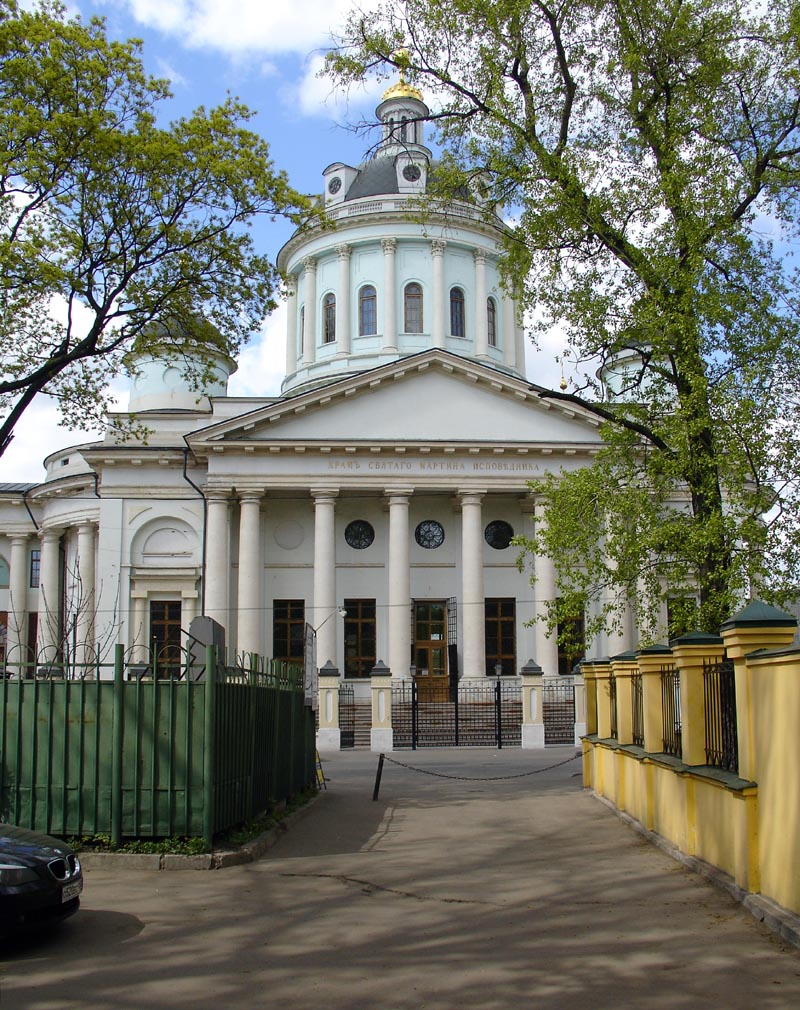
Храм Мартіна Сповідника